# Nolima kantsi
Nolima kantsi är en insektsart som beskrevs av Rehn 1939. Nolima kantsi ingår i släktet Nolima och familjen fångsländor. Inga underarter finns listade i Catalogue of Life.